# Меґґі Белл
Меґґі Белл (англ. Maggie Bell; нар. 12 січня 1945, Глазго, Шотландія) — британська співачка жанрів блюз, блюз-рок, ритм-енд-блюз; композиторка, авторка текстів. Її часто називають британською відповіддю Дженіс Джоплін за жанрову належність та вокальну подібність до відомої американської співачки.

## Творча біографія
Меґґі Белл дебютувала на сцені у другій половині 1960-х років, виступаючи у клубах Глазго з локальними гуртами Kinning Park Ramblers та Denison Palais Band. 1966 року разом з Боббі Керром записала кілька синглів як дует Frankie & Johnny. Пізніше зустрілася з гітаристом Леслі Гарві, який вмовив її виступати у хард-роковому гурті Power, що з часом змінив свою назву на Stone The Crows. Завдяки звучанню, інспірованому музикою соул з домінуючими гітарними експериментами Гарві та хрипло-буйному вокалу Белл, формація своїми виступами здобула чимало прихильників. Однак 1973 року, після трагічної смерті Гарві, гурт розпався.
Як солістка Белл дебютувала альбомом «Queen Of The Night», що був записаний у Нью-Йорку під керівництвом Джеррі Векслера, і який їй допомагала готувати еліта місцевих студійних музикантів. Проте цей альбом, як і наступні записи співачки, не приніс прибутку. 1978 року її сингл «Hazell», що був використаний у популярному телесеріалі, здобув скромний успіх у Великій Британії.
Пізніше Белл очолила гурт Midnight Flyer, у сподіванні на інтерес публіки до класичного блюз-року, проте єдиний реліз колективу, однойменний альбом 1981-го року, не виправдав її сподівань, виявившись комерційно невдалим.
Повернувшись до сольної кар'єри, вона того ж року записує хіт «Hold Me» у дуеті з Бі Ей Робертсоном.
Також відома своїми камео у фільмах та серіалах, в яких з'являлися і пісні у її виконанні.
З 2006-го року є учасницею гурту The British Blues Quintet, одного з найуспішніших за всю кар'єру співачки.

## Дискографія

### З гуртом Stone The Crows (1968—1973)
- Stone The Crows (1970)
- Ode To John Law (1970)
- Teenage Licks (1971)
- Continuous Performance (1972)
- BBC Radio 1 1971/72 (1998)
- Coming On Strong (2004, also solo recordings)

### Сольно
- Two singles with Bobby Kerr as Frankie and Johnny (1966)
- Queen of the Night (1974)
- Suicide Sal (1975)
- Great Rock Sensation (1977, compilation)
- Crimes of the Heart (1988)
- Live at the Rainbow, 1974 (2002)
- Live at Boston, USA, 1975 (2002)
- Coming On Strong (2004, also with Stone The Crows)
- The River Sessions, Live in Glasgow 1993 (2004) with Ronnie Caryl
- Sound & Vision — Best of Maggie Bell (2008, compilation)

### З гуртом Midnight Flyer
- Midnight Flyer (1981, re-release: Angel Air SJPCD 198, 2005)
- Live at Montreux 1981 (2007, CD/DVD)

### З гуртом The British Blues Quintet
- Live at the Ferry (2007)

### Проект Jon Lord Blues Project
- Jon Lord Blues Project Live (2011)

### Сингли
- «Hazell» — 1978 — Number 37 UK — Swan Song Records
- «After Midnight» — 1974 — Number 97 US Atlantic Records
- «Hold Me» — 1981 — B. A. Robertson and Maggie Bell — Number 11 UK — Swan Song Records

### Як запрошена вокалістка
- It Ain't Easy, Лонг Джон Болдрі (Accompanying vocal on duet «Black Girl»), 1971
- Every Picture Tells A Story, Rod Stewart, 1971
- Tommy, guest singer with The Who, London Symphony Orchestra and Chambre Choir, 1972
- Banana Moon, Daevid Allen, 1971
- Brian Joseph Friel, Brian Joseph Friel, 1973
- Arrivederci Ardrossan, Brian Joseph Friel, 1975
- Hometown Girls, Denny Laine (one track: «Street»), 1985
- It's a lovely life,  Rick Wakeman, 1986
- Les voix d'Itxassou, Tony Coe, 1989
- A Tribute to Frankie Miller, (one track: «Jealousy»), 2003
- Mad Dog Blues, Hamburg Blues Band (One track: «Wishing Well»), 2008